# Goluban (gmina Sjenica)
Goluban (cyr. Голубан) – wieś w Serbii, w okręgu zlatiborskim, w gminie Sjenica. W 2011 roku liczyła 39 mieszkańców.